# Rejon ochtyrski
Rejon ochtyrski – dawna jednostka administracyjna wchodząca w skład obwodu sumskiego Ukrainy, przekształcony w wyniku reformy administracyjno-terytorialnej 17 lipca 2020 r.
Rejon utworzony w 1923, miał powierzchnię 1300 km² i liczył około 29 tysięcy mieszkańców. Siedzibą władz rejonu pozostała Ochtyrka.
Na terenie rejonu znajdowały się 1 osiedlowa rada i 22 silskie rady, obejmujące w sumie 91 wsi.